# Apfel Glacier
Apfel Glacier är en glaciär i Antarktis. Den ligger i Östantarktis. Australien gör anspråk på området. Apfel Glacier ligger 107 meter över havet.
Terrängen runt Apfel Glacier är platt åt nordväst, men åt sydost är den kuperad. Trakten är obefolkad. Det finns inga samhällen i närheten. 